# Bong-Ra
Bong-Rа, он же Джейсон Кёнен, — голландский музыкант из города Утрехт, создающий, продюсирующий и исполняющий электронную музыку, в основном в стиле Брейккор, его музыка включает в себя такие стили, как gabber, jazz, rave, Драм-н-бейс и metal (что впрочем неудивительно, свою музыкальную карьеру он начинал в качестве барабанщика и бас-гитариста в различных метал командах (Bluuurgh, Celestial Season, Barney UV)).

## Творчество
Начинал Джейсон как диджей, играя, в основном, Драм-н-бейс, но в дальнейшем сосредоточился на создании и продюсировании собственных треков. Дебют в качестве электронного музыканта произошёл на лейбле Djax Records в 1998 году: его работа, которую он назвал «New Millennium Dreadz», стала первым полноформатным драм-н-бейс релизом в Голландии. На этом же лейбле вышли две его 12" виниловые пластинки Darkbreaks Volume 1, 2, в создании которых участвовал MC Guzman (вокал)
Усилиями Джейсона в 2001 году появляется на свет лейбл Clash Records (ориентированный на выпуск музыки стилей hardcore и Драм-н-бейс на 7" виниловых пластинках), на который он приглашает таких музыкантов, как Parasite, FFF, I:gor.
С 2001 по 2004 совместно с FFF организуются ежемесячные breakcore-пати «Breakcore a Go-Go!», которые стали первыми регулярными в Европе.
«Bikini Bandits, Kill! Kill! Kill!» — второй полноформатный релиз (лейбл Supertracks Records [2003]), записанный для сериала Bikini Bandits. Трек 666MPH использовался на DVD Bikini Bandits, и в видеоклипе 666MPH, транслируемом на MTV. Аудиовизуальный проект под названием«Bikini Bandits» был представлен в музее современных искусств в Арнеме, Нидерланды.
В 2004-м Bong-Ra открывает свой второй лейбл — Kriss Records, ориентированный на утяжеленный breaks (главным образом, на смесь metal и breakbeat). На этом лейбле издавались такие музыканты, как Jahba, Drumcorps, DJ Scotch Egg, и Snares Man (Venetian Snares).
В этом же году Центр электронной музыки (CEM) в Амстердаме просит Bong-Ra записать 4 трека, используя исключительно старое оборудование в студиях CEM. Результат этой работы — 12" виниловая пластинка под названием «Colony of Electric Machines» [лейбл Vynalogica (2005)].
Результатом европейского турне совместно с Shitmat и Enduser под названием «Monsters of Mash Up» (японское турне совместно с Parasite) стал третий по счёту полноформатный релиз «I am the God of Hellfire», выпущенный на лейблах Very Friendly и Ad Noiseam.
В 2007-м участвовал во многих проектах, таких как: Deathstorm (проект с экстремальным грайндовым звучанием совместно с японской noise/grind легендой Maruosa). Glowstyx (возрождение рэйва 90-х). White Darkness (смесь готичного звучания и классической музыки). Köhnen vs Nottelman (смесь hardcore и jazz), The Mount Fuji Doomjazz Corporation.

## Дискография
В сумме Bong-Ra издал 24 виниловых пластинки и 10 компакт-дисков
- New Millennium Dreadz (1998, Djax Records)
- Darkbreaks Volume 1 (1998, Djax Records)
- Darkbreaks Volume 2 (1998, Djax Records)
- Riddim Wars (2001, Death$ucker Records)
- Peel Session (2002, Death$ucker Records)
- Darkbreaks EP (2002, Russian Roulette Recordings)
- Clash001: Jungle Talk / Killah One (2002, Clash Records)
- Breakcore a Go-Go! (2003, Supertracks)
- Bikini Bandits, Kill! Kill! Kill! (2003, Supertracks Records)
- Clash002: as Killahman Machine (2003, Clash Records)
- Old-Skool Armageddon (2004, Death$ucker Records)
- Renegade Bubblin' (2004, Supertracks Records)
- Praying Mantis E.P. (2004, Russian Roulette Recordings)
- Conquering Lion (2004, Hydrophonic Records)
- Blood & Fire (2004, Soothsayer Recordings)
- Clash006: Soundwave / Warhead (2004, Clash Records)
- Warrior Sound (2005, Supertracks Records)
- Grindkrusher (2005, Ad Noiseam)
- Monsters of Mashup (w/ Enduser & Shitmat) (2005, Ad Noiseam)
- Colony of Electric Machines (2005, Vynalogica)
- I Am the God of Hellfire! (2005, Ad Noiseam, Very Friendly / Supertracks Records)
- Servants of the Apocalyptic Goat Rave (совместно с Sickboy) (2005, Suburban Trash)
- 4 Adaptations of Rossz Csillag Alatt Született (совместно с Venetian Snares) (2006, Planet Mu)
- Soldaat van Oranje (2006, Sublight Records)
- Stereohype Heroin Hooker (2006, Ad Noiseam)
- The Kill (совместно с Enduser) (2006, Ad Noiseam)
- Sick Sick Sick (2007, Ad Noiseam)
- Full Metal Racket (2007, Ad Noiseam)
- Panther Fight (2008, Mashit)
- Vitus Blister EP (2008, Zhark)
- Megasaurus / Gargantuan (2010, Ruff)
- Monster (EP) (2010, Ad Noiseam)
- Monolith LP (2012, PRSPCT Recordings)